# Państwowy zasób geodezyjny i kartograficzny

Zrzut fragmentu państwowego rejestru granic (granice województw, powiatów, gmin i jednostek ewidencyjnych (czyli części miejskich i części wiejskich w gminach miejsko-wiejskich)) stanowiącego element państwowego zasobu geodezyjnego i kartograficznego

Państwowy Zasób Geodezyjny i Kartograficzny – zbiór wszystkich cyfrowych i analogowych materiałów (zbiory map oraz dokumenty w postaci operatów, rejestrów, wykazów, katalogów, wydawnictw, zdjęć lotniczych i satelitarnych, baz danych oraz banków danych), geodezyjnych i kartograficznych, służący gospodarce narodowej, obronności państwa, nauce, kulturze i potrzebom obywateli.
Stanowi własność Skarbu Państwa i jest gromadzony w ośrodkach dokumentacji geodezyjnej i kartograficznej. Państwowy zasób geodezyjny i kartograficzny składa się z zasobu centralnego, zasobów wojewódzkich i zasobów powiatowych. Gromadzenie i prowadzenie państwowego zasobu geodezyjnego i kartograficznego, kontrola opracowań przyjmowanych do zasobu oraz udostępnianie tego zasobu zainteresowanym jednostkom oraz osobom prawnym i fizycznym należy do:
- Głównego Geodety Kraju – w zakresie zasobu centralnego;
- marszałków województw – w zakresie zasobów wojewódzkich;
- starostów – w zakresie zasobów powiatowych.

Nadzór nad prowadzeniem państwowego zasobu geodezyjnego i kartograficznego należy do Głównego Geodety Kraju, a w zakresie zasobów powiatowych i wojewódzkich także do wojewódzkich inspektorów nadzoru geodezyjnego i kartograficznego. Wykonywanie czynności związanych z prowadzeniem państwowego zasobu geodezyjnego i kartograficznego i uzgadnianiem usytuowania projektowanych sieci uzbrojenia terenu oraz związanych z prowadzeniem krajowego systemu informacji o terenie, udzielanie informacji, a także wykonywanie wyrysów i wypisów z operatu ewidencyjnego jest odpłatne. Materiały z państwowego zasobu geodezyjnego i kartograficznego, które utraciły przydatność użytkową, podlegają wyłączeniu z tego zasobu, przy czym ta część, która stanowi materiały archiwalne, jest przekazywana do właściwych archiwów państwowych.
Zasób gromadzony jest w grupach asortymentowych, segregowanych według jednostek zasadniczego podziału terytorialnego państwa, z uwzględnieniem podziału na grupy funkcjonalne.

Grupy asortymentowe dotyczą m.in.:
- osnów geodezyjnych,
- osnów i pomiarów grawimetrycznych,
- osnów i pomiarów magnetycznych,
- pomiarów astronomicznych i satelitarnych,
- zdjęć lotniczych i satelitarnych,
- opracowań topograficznych,
- pomiarów granic państwa, województw, powiatów i gmin,
- państwowego rejestru granic wraz z opisem oraz rejestru powierzchni jednostek zasadniczego podziału terytorialnego państwa,
- mapy zasadniczej,
- ewidencji gruntów i budynków – katastru nieruchomości,
- geodezyjnej ewidencji sieci uzbrojenia terenu,
- pomiarów inwentaryzacyjnych,
- scalania i wymiany gruntów,
- systemów informacji geograficznej,
- baz danych krajowego systemu informacji o terenie,
- fotomap i ortofotomap,
- opracowań tematycznych.

Minister właściwy do spraw architektury i budownictwa określa, w drodze rozporządzeń m.in.:
- rodzaje materiałów stanowiących państwowy zasób geodezyjny i kartograficzny, sposób i tryb ich pozyskiwania, gromadzenia, przechowywania, zabezpieczania, wyłączania z zasobu oraz udostępniania zasobu, a także wzory klauzul umieszczanych na materiałach gromadzonych w zasobie i udostępnianych z zasobu, uwzględniając zapewnienie właściwych warunków przechowywania i zabezpieczania zasobu, wykazy materiałów gromadzonych w centralnym, wojewódzkich i powiatowych ośrodkach dokumentacji geodezyjnej i kartograficznej oraz podział materiałów na grupy asortymentowe i funkcjonalne,
- wysokość opłat za czynności związane z prowadzeniem państwowego zasobu geodezyjnego i kartograficznego i uzgadnianiem usytuowania projektowanych sieci uzbrojenia terenu oraz związane z prowadzeniem krajowego systemu informacji o terenie, za udzielanie informacji, a także za wykonywanie wyrysów i wypisów z operatu ewidencyjnego, uwzględniając potrzeby różnych podmiotów oraz konieczność zapewnienia środków na aktualizację i utrzymywanie państwowego zasobu geodezyjnego i kartograficznego;
- szczegółowy sposób klasyfikowania i kwalifikowania materiałów przeznaczonych do wyłączania z państwowego zasobu geodezyjnego i kartograficznego, a także sposób ich porządkowania i tryb wyłączania z zasobu, uwzględniając przydatność użytkową w zakresie geodezji i kartografii oraz posiadaną wartość historyczną.